# Room (álbum de Eivør)
Room es el duodécimo álbum de estudio de Eivør. 

## Lista de canciones
| N.º | Título         | Duración |  |
| 1.  | «Green Garden» | 4:17     |  |
| 2.  | «Rain»         | 3:54     |  |
| 3.  | «True Love»    | 4:46     |  |
| 4.  | «Boxes»        | 3:48     |  |
| 5.  | «Wake me Up»   | 4:57     |  |
| 6.  | «Far Away»     | 4:39     |  |
| 7.  | «I Know»       | 3:13     |  |
| 8.  | «Night’s Body» | 4:18     |  |
| 9.  | «Room»         | 3:23     |  |
| 10. | «Falling Free» | 4:57     |  |

## Producción
- Grabado por Studio Bloch
- Mezclado por Room 313, Reikiavik
- Masterizado por Black Saloon Studios, Londres